# The Unarchiver
The Unarchiver — проприетарный свободный распаковщик архивов, который поддерживает больше форматов, чем встроенный распаковщик macOS. Утилита архивирования (Archive Utility, ранее известная как  BOMArchiveHelper).
Главной особенностью The Unarchiver является его способность обрабатывать многие старые или малоизвестные форматы, такие как StuffIt , а также образы дисков AmigaOS и архивы LZH/LZX и т. д. В его исходном коде это связано с использованием libxad, библиотеки форматов файлов Amiga. Первоначальный создатель программы, Даг Огрен также работал над реинжинирингом форматов StuffIt и StuffIt X, и его код был одной из наиболее полных реализаций этих проприетарных форматов с открытым исходным кодом.

## Поддерживаемые форматы
Поддерживает работу с такими форматами как ZIP, RAR, 7z, LHA, LZH, Tar, gzip, bzip2, StuffIt, StuffIt X, DiskDoubler, Compact Pro, PackIt, cpio, XAR, RPM, LZMA, XZ, Z, CAB, MSI, NSIS, ALZip, ARJ, Ace, Zoo, ADF, DMS, LZX, PowerPacker, NSA, SAR, NDS, Split файлы.